# Christopher R. Hardy
Dr. Prof. Christopher R. Hardy ( 1971 ) es un botánico estadounidense, habiendo obtenido en 1995, su B.Sc. en la Universidad de Maryland, y defendido su tesis de Ph.D., en Cornell University, trabajando en parte en el Jardín Botánico de Nueva York, en 2001.
Se desempeña como curador del Herbario de la Universidad de Millersville y Profesor de Biología

## Algunas publicaciones
- Linder HP, CR Hardy (2010) A generic classification of the Restioneae (Restionaceae), southern Africa. Bothalia 40: 1-35

- Hardy CR, LL Sloat, RB Faden (2009) Floral organogenesis and the developmental basis for pollinator deception in the Asiatic dayflower Commelina communis (Commelinaceae). Am. J. of Botany 96: 1236-1244

- Hardy CR, NW Hardy (2008) Simple biodiversity mashups for non-tech-savvy biologists: a demonstration using the liana flora of Pennsylvania, USA. J. of the Torrey Botanical Soc. 135: 585-594

- Hardy CR, P Moline, HP Linder (2008) A Phylogeny for the African Restionaceae, and New Perspectives on Morphology's Role in Generating Complete Species Phylogenies for Large Clades. Internat. J. of Plant Sci. 169: 377-390

- Hardy CR, HP Linder (2007) Phylogeny and historical ecology of Rhodocoma (Restionaceae) from the Cape Floristic Region. Aliso 23: 213-226

- Hardy CR (2006) Reconstructing ancestral ecologies: Challenges and possible solutions. Diversity & Distributions 12: 7-19

- Linder HP, CR Hardy, F Rutschmann (2005) Taxon sampling effects in molecular clock dating: An example from the African Restionaceae. Molecular Phylogenetics & Evolution 35: 569-582

- Hardy CR, RB Faden (2004) Plowmanianthus, a new genus of Commelinaceae with five new species from tropical America. Systematic Botany 29 (2): 316-333

- Linder HP, CR Hardy (2004) Evolution of the species-rich Cape flora. Phil. Trans. of the Royal Soc. of London B 359 (1450): 1623-1632

- Hardy CR, DW Stevenson (2000) Development of the flower, gametophytes, and floral vasculature in Cochliostema odoratissimum (Commelinaceae). Bot. J. of the Linnean Soc. 134 (1): 131-157
- La abreviatura «C.R.Hardy» se emplea para indicar a Christopher R. Hardy como autoridad en la descripción y clasificación científica de los vegetales.[2]

## Algunos nombres de taxonómicas con C.R. Hardy como autor
Commelinaceae
1. Plowmanianthus Faden & C.R.Hardy
2. Plowmanianthus dressleri Faden & C.R.Hardy
3. Plowmanianthus grandifolius Faden & C.R.Hardy
4. Plowmanianthus grandifolius ssp. robustus C.R.Hardy & Faden
5. Plowmanianthus panamensis Faden & C.R.Hardy
6. Plowmanianthus perforans Faden & C.R.Hardy
7. Plowmanianthus peruvianus C.R.Hardy & Faden

Restionaceae
1. Platycaulos galpinii (Pillans) H.P.Linder & C.R. Hardy
2. Platycaulos mahonii (N.E.Br.) H.P.Linder & C.R.Hardy
3. Platycaulos mahonii ssp. humbertii (Cherm.) H.P.Linder & C.R.Hardy
4. Platycaulos mlanjiensis (H.P. Linder) H.P.Linder & C.R.Hardy
5. Platycaulos quartziticola (H.P. Linder) H.P.Linder & C.R.Hardy
6. Restio subgen. Calopsis (P.Beauv. ex Juss.) H.P.Linder & C.R.Hardy
7. Restio subgen. Craspedolepis (Steud.) H.P.Linder & C.R.Hardy
8. Restio subgen. Eremorestio H.P.Linder & C.R.Hardy
9. Restio subgen. Ischyrolepsis (Steud.) H.P.Linder & C.R.Hardy
10. Restio subgen. Locapsis H.P.Linder & C.R.Hardy
11. Restio subgen. Pendulostemon H.P.Linder & C.R.Hardy
12. Restio subgen. Simplicaulos H.P.Linder & C.R.Hardy
13. Restio subgen. Varirestio H.P.Linder & C.R.Hardy
14. Restio adpressus (Esterh.) H.P.Linder & C.R.Hardy
15. Restio affinis (Esterh.) H.P.Linder & C.R.Hardy
16. Restio albotuberculatus H.P.Linder & C.R.Hardy
17. Restio andreaeanus (Pillans) H.P.Linder & C.R.Hardy
18. Restio asperus (Mast.) H.P.Linder & C.R.Hardy
19. Restio caespitosus (Esterh.) H.P.Linder & C.R.Hardy
20. Restio calcicola H.P.Linder & C.R.Hardy
21. Restio capensis (L. ex C.B.Clarke) H.P.Linder & C.R.Hardy
22. Restio clandestinus (Esterh.) H.P.Linder & C.R.Hardy
23. Restio curvibracteatus (Esterh.) H.P.Linder & C.R.Hardy
24. Restio distylis H.P.Linder & C.R.Hardy
25. Restio durus (Esterh.) H.P.Linder & C.R.Hardy
26. Restio femineus (Esterh.) H.P.Linder & C.R.Hardy
27. Restio hyalinus (Mast.) H.P.Linder & C.R.Hardy
28. Restio karooicus (Esterh.) H.P.Linder & C.R.Hardy
29. Restio levynsiae (Pillans) H.P.Linder & C.R.Hardy
30. Restio longiaristatus (Pillans ex H.P.Linder) H.P.Linder & C.R.Hardy
31. Restio luxurians (Pillans) H.P.Linder & C.R.Hardy
32. Restio monostylis (Pillans) H.P.Linder & C.R.Hardy
33. Restio muirii (Pillans) H.P.Linder & C.R.Hardy
34. Restio nanus (Esterh.) H.P.Linder & C.R.Hardy
35. Restio nubigensis (Esterh.) H.P.Linder & C.R.Hardy
36. Restio nudiflorus (Pillans) H.P.Linder & C.R.Hardy
37. Restio papillosus (Esterh.) H.P.Linder & C.R.Hardy
38. Restio parvispiculus H.P.Linder & C.R.Hardy
39. Restio pratensis (Esterh.) H.P.Linder & C.R.Hardy
40. Restio pulcher (Esterh.) H.P.Linder & C.R.Hardy
41. Restio ramosissimus H.P.Linder & C.R.Hardy
42. Restio rigidus (Mast.) H.P.Linder & C.R.Hardy
43. Restio rigoratus (Mast.) H.P.Linder & C.R.Hardy
44. Restio rivulus (Esterh.) H.P.Linder & C.R.Hardy
45. Restio rudolfii H.P.Linder & C.R.Hardy
46. Restio saxatilis (Esterh.) H.P.Linder & C.R.Hardy
47. Restio sporadicus (Esterh.) H.P.Linder & C.R.Hardy
48. Restio tenuispicatus H.P.Linder & C.R.Hardy
49. Restio unispicatus (H.P.Linder) H.P.Linder & C.R.Hardy
50. Restio villosus H.P.Linder & C.R.Hardy
51. Restio wittebergensis (Esterh.) H.P.Linder & C.R.Hardy
52. Rhodocoma foliosa (N.E.Br.) H.P.Linder & C.R.Hardy
53. Soroveta H.P.Linder & C.R.Hardy
54. Soroveta ambigua (Masters) H.P.Linder & C.R.Hardy